# Stephanos Diakonos
Stephanos Diakonos (mittelgriechisch Στέφανος) war der Autor einer Vita des heiligen Stephanos des Jüngeren und Diakon an der Hagia Sophia. Nach eigener Auskunft geht die Entstehung des Textes auf das Jahr 806 zurück. Da das Werk für die Bilderverehrung eintritt, wird es in der überlieferten Form in der neueren Forschung jedoch erst auf die Zeit nach dem Ende des Bilderstreits, um die Mitte des 9. Jahrhunderts, datiert. Es ist jedoch möglich, dass eine Urform des Textes, die wohl weniger polemisch war, aus dem Jahr 806 stammt. Andere Werke und die Lebensdaten des Autors sind nicht bekannt.